# Fábik János
Fábik János (Baja, 1907. május 15. – Budapest, 1986. július 21.) magyar kommunista pártfunkcionárius, tanácselnök, TSZ-elnök.

## Élete
Fábik Péter napszámos és Metzinger Rozália fiaként született. Fiatalon péksegédként dolgozott. Már 1928-ban belépett a Magyarországi Szociáldemokrata Pártba (MSZDP), majd rövidesen kapcsolatba került az akkoriban illegalitásban működő Magyar Kommunista Párt rákospalotai és újpesti szervezetével. 1930-tól az újpesti sütőmunkások, majd a textilmunkások között agitált, részt vett a Vörös Segély-gyűjtésben is; később, 1944-ben pedig részt vett az ellenállási mozgalomban.
A második világháború után, 1945-ben belépett a Magyar Kommunista Pártba (MKP). A következő években dolgozott az újpesti rendőrségnél, majd az egyik hazai internálótábor parancsnoka lett. 1947-től az MKP újpesti szervezetének volt politikai munkatársa, 1949-ben pedig a Magyar Dolgozók Pártja (MDP) pestújhelyi kerületi szervezetének titkára lett; ugyanebben az időszakban a Pestújhelyi Nemzeti Bizottság elnöke is volt.
1950-től az MDP kalocsai szervezetében kapott titkári megbízatást, a következő időszakban pedig kecskeméti párttitkárként, illetve tanácselnökként tevékenykedett. 1963-tól az 1967-es nyugdíjazásáig a fóti Béke Termelőszövetkezet elnöke volt.